# Пихнянка
Пихнянка (словац. Pichnianka) — річка в Словаччині, права притока Пчолинки, протікає в окрузі Снина.
Довжина приблизно 5,8—5,9 км. Витік лежить у масиві Лаборецька-Верховина — схил гори Три копці — на висоті близько 360 метрів. Протікає територією села Пихні й міста Снина (міська частина Брамбора). Впадає Кадлубський потік.
Впадає в Пчолинку на висоті приблизно 225—230 метрів.